# NGC 7144
NGC 7144 (również PGC 67557) – galaktyka eliptyczna (E), znajdująca się w gwiazdozbiorze Żurawia. Odkrył ją John Herschel 30 września 1834 roku.